# Jan Heijmans
Jan Aloysius Heijmans (Weert, 9 september 1923 - Sittard, 2 december 1973) was een Nederlands politicus en priester. Hij was lid van de Katholieke Volkspartij (KVP). Hij zetelde van 1971 tot 1973 in de Tweede Kamer der Staten-Generaal.

## Leven
Hij was een zoon van landbouwer Anthonius Wilhelmus Heijmans (Hellemus) en diens vrouw Maria Arnoldina Helena (Leen) Muters. Hij werd rooms-katholiek opgevoed. Na afronding van zijn gymnasium-opleiding studeerde hij theologie aan een seminarie. Van 1954 tot 1960 werkte hij als streekkapelaan in het Limburgse Afferden en als pastoraal werker in Venray. Hij was pastoraal werker in de westelijke mijnstreek te Sittard van 1960 tot 1971, waarna hij van 11 mei 1971 tot zijn overlijden in de Tweede Kamer plaatsnam. Als parlementariër hield hij zich vooral bezig met jeugdzorg, volksgezondheid en het beleid ten aanzien van buitenlandse werknemers.
Heijmans overleed op vijftigjarige leeftijd na een ziektebed. Hij werd op 6 december 1973 begraven in Weert.